# Куклина, Лариса Григорьевна
Лари́са Григо́рьевна Ку́клина (урождённая Кузнецо́ва; род. 12 декабря 1990, Лабытнанги, Тюменская область) — российская биатлонистка, чемпионка России, призёр всемирной зимней Универсиады, чемпионка мира среди юниоров.

## Биография
С 2001 года занималась в спортивной школе на отделении лыжных гонок у тренера Хамита Ахатова, отца известной биатлонистки Альбины Ахатовой. В 2003 году Ларисе был присвоен первый взрослый разряд по лыжным гонкам.

### Юниорская карьера
Является неоднократной победительницей различных первенств по лыжным гонкам. На Арктических зимних играх в 2006 году на полуострове Кенай (Аляска, США) Кузнецова завоевала четыре золотых медали: в эстафетной гонке, гонке на 5 км, спринте на 750 м, масс-старте на 5 км.
В 2006 году Лариса попробовала силы в биатлоне и выполнила норматив кандидата в мастера спорта.
В 2009 году в составе биатлонной сборной Лариса поехала на первый для себя чемпионат мира среди юниоров, проходившем в Кенморе (Канада), где завоевала золотую медаль в эстафете вместе с Ольгой Галич и Анной Погореловой. В следующем году она вновь отбирается на юниорский чемпионат мира в шведском Турсбю и в каждой гонке попадает в топ-10. В эстафете 3х6 км Лариса вместе с Светланой Перминовой и Анастасией Калиной победили, использовав только три дополнительных патрона и опередив на полминуты команды Норвегии и Германии.
На юниорском чемпионате Европы в Отепя в 2010 году сборная в составе Ларисы, Анастасии Калины, Евгения Петрова и Максима Буртасова завоевала серебряные медали, уступив сборной Франции.
Сезон 2010/2011 Лариса начала в статусе одного из лидеров юниорской сборной, однако незадолго до отборочных соревнований на первенство мира и Европы среди юниоров она получила серьёзную травму, из-за которой была вынуждена пропустить соревнования. Весной, полностью оправившись от травмы, стала абсолютной победительницей российских соревнования среди юниоров.

#### Результаты на крупных международных соревнованиях
| Год  | Место проведения | Возраст | Инд | Спр | Пр | Эст |
| ---- | ---------------- | ------- | --- | --- | -- | --- |
| 2009 | ЧМ Кенмор        | U19     | 10  | 10  | 9  | 1   |
| 2010 | ЧМ Турсбю        | U19     | 5   | 8   | 5  | 1   |
| 2010 | ЧЕ Отепя         | U21     | 16  | 6   | 5  | 2   |

### Взрослая карьера
С конца сезона 2010/11 выступала среди взрослых. В 2011 году заняла седьмое место в марафонской гонке чемпионата России.
Летом 2011 года Лариса получила новую травму и пропустила начало сезона 2011/2012. В январе она снова начала принимать участие в соревнованиях и стала чемпионкой России в командной гонке, гонке патрулей и эстафете, серебряным призёром в суперпасьюте и марафоне. По итогам сезона заняла третье место общем зачете Кубка России, уступив Анастасии Загоруйко и Анне Кунаевой.
Весной 2012 года было объявлено, что Куклина войдёт в состав молодёжной сборной по биатлону, которой будет руководить Леонид Гурьев.
На чемпионате России по летнему биатлону Лариса одержала победу в индивидуальной гонке и в эстафете[уточнить].
В сезоне 2012/2013 на турнире «Ижевская винтовка» победила в индивидуальной гонке.
Приняла участие в кубке IBU 2012/2013, на дебютном этапе в Идре заняла девятое место в спринте, а на втором этапе в Бейтостолене занимала призовые места — третье в индивидуальной гонке и второе — в спринте. В общем зачёте сезона 2012/13 заняла седьмое место. Также принимала участие в гонках Кубка IBU в сезонах 2013/14 и 2014/15, в сезоне 2013/14 в пасьюте на этапе в Валь-Мартелло повторила свой лучший результат — второе место.
В 2013 выигрывала бронзовые награды на Универсиаде в смешанной эстафете. В 2017 году стала бронзовым призёром Универсиады в гонке преследования.
Участвовала в чемпионате мира по летнему биатлону 2016 года в Отепя, заняла восьмое место в спринте и девятое — в гонке преследования.

### Кубок мира
Дебютировала в победной для России женской эстафете в Оберхофе 13 января 2019 года на четвёртом этапе Кубка мира. В личных гонках впервые стартовала на следующем этапе — в спринте в Рупольдинге 17 января 2019 года (48-е место). Первые очки набраны только через неделю, 26 января, в гонке преследования в Антхольце.
5 декабря 2019 года впервые в карьере попала в десятку лучших в личной гонке на этапе Кубок мира по биатлону 2019/2020, заняв пятое место (два промаха) в индивидуальной гонке в Эстерсунде. Лариса стала лучшей среди российских биатлонисток.

## Статистика выступлений в Кубке мира

### Результаты выступлений
| 2021/2022 Итоги | 2021/2022 Итоги | Эстерсунд | Эстерсунд | Эстерсунд | Эстерсунд | Эстерсунд | Хохфильцен | Хохфильцен | Хохфильцен | Анси | Анси | Анси | Обрехоф | Обрехоф | Обрехоф | Обрехоф | Рупольдинг | Рупольдинг | Рупольдинг | Антхольц | Антхольц | Антхольц | ОИ Пекин (*) | ОИ Пекин (*) | ОИ Пекин (*) | ОИ Пекин (*) | ОИ Пекин (*) | ОИ Пекин (*) | Контиолахти | Контиолахти | Контиолахти | Отепя | Отепя | Отепя | Отепя | Осло | Осло | Осло |
| Очков           | Место           | Инд       | Спр       | Спр       | Эст       | Пр        | Спр        | Пр         | Эст        | Спр  | Пр   | МС   | Спр     | См      | Осм     | Пр      | Спр        | Эст        | Пр         | Инд      | МС       | Эст      | См           | Инд          | Спр          | Пр           | Эст          | МС           | Эст         | Спр         | Пр          | Спр   | МС    | См    | Осм   | Спр  | Пр   | МС   |
| 18              | 71              | 28        | 45        | 43        | 8         | 36        | 64         | —          | —          | 74   | —    | —    | —       | —       | —       | —       | —          | —          | —          |          |          |          |              |              |              |              |              |              |             |             |             |       |       |       |       |      |      |      |

| 2020/2021 Итоги | 2020/2021 Итоги | Контиолахти | Контиолахти | Контиолахти | Контиолахти | Контиолахти | Хохфильцен | Хохфильцен | Хохфильцен | Хохфильцен | Хохфильцен | Хохфильцен | Оберхоф | Оберхоф | Оберхоф | Оберхоф | Оберхоф | Оберхоф | Оберхоф | Антхольц | Антхольц | Антхольц | ЧМ Поклюка | ЧМ Поклюка | ЧМ Поклюка | ЧМ Поклюка | ЧМ Поклюка | ЧМ Поклюка | ЧМ Поклюка | Нове-Место | Нове-Место | Нове-Место | Нове-Место | Нове-Место | Нове-Место | Нове-Место | Эстерсунд | Эстерсунд | Эстерсунд |
| Очков           | Место           | Инд         | Спр         | Спр         | Эст         | Пр          | Спр        | Эст        | Пр         | Спр        | Пр         | МС         | Спр     | Пр      | См      | ОСм     | Спр     | Эст     | МС      | Инд      | МС       | Эст      | См         | Спр        | Пр         | Инд        | ОСм        | Эст        | МС         | Эст        | Спр        | Пр         | Спр        | Пр         | См         | ОСм        | Спр       | Пр        | МС        |
| 195             | 38              | 48          | 46          | —           | —           | —           | 31         | 8          | 23         | —          | —          | —          | 20      | 25      | —       | —       | 41      | 4       | —       | 14       | 12       | —        | —          | —          | —          | 14         | —          | —          | —          | 8          | 53         | 58         | 42         | 37         | —          | 5          | 29        | 10        | —         |

| 2019/2020 Итоги | 2019/2020 Итоги | Эстерсунд | Эстерсунд | Эстерсунд | Эстерсунд | Эстерсунд | Хохфильцен | Хохфильцен | Хохфильцен | Анси | Анси | Анси | Оберхоф | Оберхоф | Оберхоф | Рупольдинг | Рупольдинг | Рупольдинг | Поклюка | Поклюка | Поклюка | Поклюка | ЧМ Антхольц | ЧМ Антхольц | ЧМ Антхольц | ЧМ Антхольц | ЧМ Антхольц | ЧМ Антхольц | ЧМ Антхольц | Нове-Место | Нове-Место | Нове-Место | Контиолахти | Контиолахти | Контиолахти | Контиолахти | Холменколлен | Холменколлен | Холменколлен |
| Очков           | Место           | Сусм      | См        | Спр       | Инд       | Эст       | Спр        | Эст        | Пр         | Спр  | Пр   | МС   | Спр     | Эст     | МС      | Спр        | Эст        | Пр         | Инд     | Сусм    | См      | МС      | См          | Спр         | Пр          | Инд         | Сусм        | Эст         | МС          | Спр        | Эст        | МС         | Спр         | Пр          | Сусм        | См          | Спр          | Пр           | МС           |
| 335             | 21              | —         | —         | 18        | 5         | 5         | 69         | 2          | —          | 28   | 14   | 27   | 30      | 7       | 30      | 36         | —          | 19         | 13      | —       | 4       | —       | —           | 48          | 23          | 23          | 7           | 8           | —           | 16         | 5          | 10         | 7           | 13          | отм         | отм         | отм          | отм          | отм          |

| 2018/2019 Итоги | 2018/2019 Итоги | Поклюка | Поклюка | Поклюка | Поклюка | Поклюка | Хохфильцен | Хохфильцен | Хохфильцен | Нове-Место | Нове-Место | Нове-Место | Оберхоф | Оберхоф | Оберхоф | Рупольдинг | Рупольдинг | Рупольдинг | Антхольц | Антхольц | Антхольц | Канмор | Канмор | Солт-Лейк-Сити | Солт-Лейк-Сити | Солт-Лейк-Сити | Солт-Лейк-Сити | ЧМ Эстерсунд | ЧМ Эстерсунд | ЧМ Эстерсунд | ЧМ Эстерсунд | ЧМ Эстерсунд | ЧМ Эстерсунд | ЧМ Эстерсунд | Холменколлен | Холменколлен | Холменколлен |
| Очков           | Место           | Сусм    | См      | Инд     | Спр     | Пр      | Спр        | Пр         | Эст        | Спр        | Пр         | МС         | Спр     | Пр      | Эст     | Спр        | Эст        | МС         | Спр      | Пр       | МС       | Инд    | Эст    | Спр            | Пр             | Сусм           | См             | См           | Спр          | Пр           | Инд          | Сусм         | МС           | Эст          | Спр          | Пр           | МС           |
| 70              | 62              | —       | —       | —       | —       | —       | —          | —          | —          | —          | —          | —          | —       | —       | 1       | 48         | —          | —          | 43       | 27       | —        | DNS    | —      | DNS            | —              | —              | DSQ            | —            | —            | —            | 16           | —            | —            | —            | 22           | 29           | —            |

## Награды
- Благодарность Президента Российской Федерации (24 декабря 2013 года) — за высокие спортивные достижения на XXVI Всемирной зимней Универсиаде 2013 года в городе Трентино (Италия)[1]